# Accidente de Dornier 228 de Everest Air de 1993
El 31 de julio de 1993, un Dornier Do 228, avión turbohélice de pasajeros, operado por la aerolínea nepalí Everest Air se estrelló en el distrito de Tanahun cerca de la colina Chule Ghopte, en Nepal. El accidente mató a los diecinueve pasajeros y tripulantes a bordo.

## Aeronave
El avión implicado fue un Dornier Do 228 con registro 9N-ACL. Fue construido por Dornier Flugzeugwerke en 1984 y fue operado por varias aerolíneas alemanas y posteriormente en las islas Marshall antes de ser adquirido por Everest Air en 1992.

## Incidente
El avión estaba volando del aeropuerto de Kathmandú al aeropuerto de Bharatpur. Había dieciséis pasajeros, dos pilotos y un tripulante de cabina de pasajeros a bordo. Tras despegar a las 14:29 hora local (10:29 UTC), mantuvo contacto normalmente hasta las 14:45. Desde este momento se perdió todo contacto con él, estrellándose finalmente a las 14:51. Los restos fueron localizados en la ladera de la colina Chule Ghopte.

## Pasajeros y tripulación
El avión estaba comandado por un piloto nepalí y un copiloto indio. Otro piloto de Nepal Airlines creía que el copiloto no estaba alertado del terreno montañoso de Nepal. La mayoría de los pasajeros nepalíes estaban trabajando para el Ministerio de sanidad que se desplazaban a las zonas de Terrai afectadas por las Inundaciones de Nepal de 1993.
| Nacionalidad | Fallecidos | Fallecidos   | Total |
| Nacionalidad | Pasajeros  | Tripulantes  | Total |
| ------------ | ---------- | ------------ | ----- |
| Nepal        | 14         | 2            | 16    |
| India        | -          | 1 (Copiloto) | 1     |
| Japón        | 1          | -            | 1     |
| Hungría      | 1          | -            | 1     |
| Total        | 16         | 3            | 19    |

## Investigación
El gobierno de Nepal creó una comisión de investigación días después del accidente. Se creyó que el fallo de la baliza no direccional en el aeropuerto de Bharatpur contribuyó al accidente. El dispositivo no estaba funcionando debido a las recientes e importantes inundaciones de la zona.